# Piramida Senusereta II

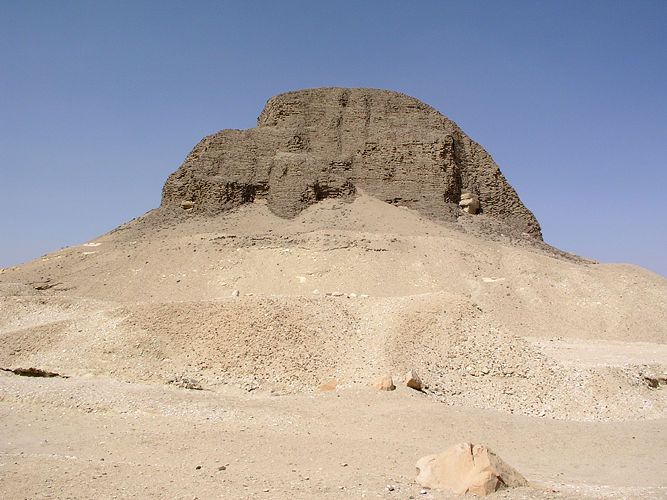
Piramida Senusereta II w El-Lahun

Piramida Senusereta II – piramida władcy starożytnego Egiptu Senuserete II, z okresu Średniego Państwa, z XII dynastii. Położona jest na skraju oazy Fajum, około 3 kilometry na północ od współczesnej arabskiej wioski El-Lahun.

## Nazwa piramidy
W starożytności nazywała się „Mocny jest Senuseret”.

## Kompleks grobowy
Kompleks grobowy Senusereta II składa się z:
- piramidy właściwej,
- muru zewnętrznego z suszonej cegły mułowej, otaczającego cały kompleks,
- muru wewnętrznego, kamiennego, otaczającego jedynie piramidę władcy
- małej piramidy satelitarnej, zbudowanej z suszonej cegły mułowej, położonej przy północno-wschodnim narożniku piramidy władcy, będącej grobowcem prawdopodobnie jednej z żon lub córek władcy,
- czterech grobów szybowych, położonych po południowej stronie piramidy pomiędzy murami, ceglanym i kamiennym.

## Wymiary i konstrukcja piramidy
Piramida  powstała wokół skalnego, naturalnego rdzenia o wysokości około 12 metrów. Na tej podstawie zbudowano kwadratowy szkielet z kamiennych ścian oporowych, podzielono go dwoma murami z potężnych bloków wapienia, a wolne przestrzenie w ten sposób wydzielone wypełniono suszonymi cegłami mułowymi. Całość wykończono, stosując także cegły mułowe. Zewnętrzne powierzchnie bocznych ścian pokryto okładziną z najwyższej jakości wapienia. Jej pierwotna wysokość wynosiła 48 metrów, a długość boku podstawy 106 metrów, jej ściany boczne nachylone były pod kątem 43°. Współcześnie piramida ta jest całkowicie zrujnowana, przypominając niewielką stertę kamieni i gruzu. Wejście do niej znajduje się (nietypowo) po jej południowej stronie pod posadzką grobowca jednej z księżniczek, córek władcy. Od wejścia wiedzie korytarz do pionowego szybu o głębokości 25 metrów. Od szybu prowadzi dalej w głąb korytarz wykuty na głębokości 12 metrów. Wiedzie on kręto pod górę, docierając do granitowej komory grobowej. Komora grobowa o wymiarach 3 m wysokości, 5 m długości i 3 m szerokości wykuta została w pojedynczym bloku czerwonego granitu o wadze około 100 ton i została wsunięta w skalne podłoże na głębokość 12 metrów. Nad nią wzniesiono piramidę władcy. W komorze grobowej znajduje się sarkofag z różowego granitu, usytuowany w jej zachodniej stronie.
Szyb (jedyny znany współcześnie), który prowadzi do komory grobowej jest o 48 cm węższy od sarkofagu. Prawdopodobnie istnieje więc inny, którym wniesiono go do wnętrza piramidy. Wejście do piramidy odkrył w 1889 roku William Flinders Petrie. Na podstawie starożytnych „graffiti”, odczytanych z resztek pozostałości wapiennej okładziny, wysnuto wnioski, że piramida Senusereta II już w starożytności była używana jako kamieniołom w czasach Ramzesa II. W czasie prac wykopaliskowych, prowadzonych tu na początku XX wieku n.e., w jednym z szybów grobowych, należącym do księżniczki Sithathoriunet, leżącym w sąsiedztwie piramidy władcy, odkryto wspaniałe okazy biżuterii z czasów Średniego Państwa, a w samej komorze grobowej władcy znaleziono królewski ureusz – kobrę, symbol władzy królewskiej, wykonaną ze złota, lapis-lazuli i karneolu.